# Países Baixos nos Jogos Europeus de 2019
Os Países Baixos participa nos Jogos Europeus de 2019. A responsável pela equipa nacional é o Comité Olímpico Nacional Holandês.
O portador da bandeira na cerimónia de abertura foi a boxeadora Nouchka Fontijn.

## Medalhistas
A equipa de Países Baixos tem obtido as seguintes medalhas:
| Nome                                            | Desporto            | Competição            |
| ----------------------------------------------- | ------------------- | --------------------- |
| Ouro                                            |                     |                       |
| Lorena Wiebes                                   | Ciclismo em estrada | Estrada F             |
| Prata                                           |                     |                       |
| Marianne Vos                                    | Ciclismo em estrada | Estrada F             |
| Chantal Blaak                                   | Ciclismo em estrada | Contrarrelógio F      |
| Sjef van den Berg Jan van Tongeren Steve Wijler | Tiro com arco       | Recurvo por equipas M |
| Sanne de Laat Mike Schloesser                   | Tiro com arco       | Composto equipa mista |
| Sanne van Dijke                                 | Judô                | –70 kg F              |
| Guusje Steenhuis                                | Judô                | –78 kg F              |
| Bronze                                          |                     |                       |
| Henk Grol                                       | Judô                | +100 kg M             |
| Sanne Vermeer                                   | Judô                | –63 kg F              |